# Hyalophora gloveri
Hyalophora gloveri là một loài bướm đêm thuộc họ Saturniidae. Nó được tìm thấy ở các bang vùng dãy núi Rocky, phần phía tây của miền bắc Đại Đồng Bằng, và các tỉnh vùng đồng cỏ Canada, kéo dài về phía tây bắc ít nhất là tới miền trung Alberta. Nó cũng được tìm thấy ở miền bắc México.
Trước đây nó đã được coi là một phân loài của Hyalophora columbia.
Sải cánh dài khoảng 100 mm.
Ấu trùng ăn Shepherdia argentea và Elaeagnus angustifolia.

## Phân loài
- Hyalophora gloveri gloveri
- Hyalophora gloveri nokomis